# Bob-Europameisterschaft 1994
Die Bob-Europameisterschaft 1994 wurde am 19. Januar im Zweierbob und am 22. Januar 1994 im Viererbob zum ersten Mal auf der Piste de La Plagne im französischen La Plagne ausgetragen. Der Wettbewerb am Austragungsort der Olympischen Bobwettbewerbe von 1992 war neben den Bobwettbewerben bei den Olympischen Winterspielen in Lillehammer der Saisonhöhepunkt. Da zwischen der Europameisterschaft und Olympia mit St. Moritz nur noch nur noch eine Weltcupveranstaltung auf Natureis stattfand, war die Beteiligung der europäischen Bobelite recht ansprechend.
Der Schweizer Verband entsandte Olympiasieger Gustav Weder,  den frischgebackenen Schweizer Meister Reto Götschi sowie Christian Meili zur EM. Aus Österreich trat mit Hubert Schösser der Bronzemedaillengewinner des Vorjahres an und bei dem Italiener Günther Huber war unter dem neuen Trainer Meinhard Nehmer ein deutlicher Leistungsanstieg zu vermelden. Außenseiterchancen wurden dem Briten Mark Tout eingeräumt. Nur Bundestrainer Raimund Bethge hielt sich angesichts seiner komfortablen Situation bedeckt. Streng nach einem internen Punktesystem wertend hatten sich Sepp Dostthaler und Rudi Lochner im Zweierbob sowie Wolfgang Hoppe und Harald Czudaj mit ihren Besatzungen im Viererbob für Olympia qualifiziert. Auf der Strecke blieb dabei vor allem Christoph Langen, immerhin Bronzemedaillengewinner von Albertville und zweifacher Weltmeister. Aber auch der Winterberger Dirk Wiese, immerhin Vizeeuropameister des Vorjahres, löste kein Olympiaticket und trat so in La Plagne an.

## Zweierbob
In Abwesenheit der deutschen Olympiastarter Rudi Lochner und Sepp Dostthaler konnte Christoph Langen auf der schwer zu fahrenden und schnell abbauenden Bahn in La Plagne mit der Startnummer 1 auf der noch unbenutzten Bahn eine nach eigenen Worten Traumfahrt absolvieren und fuhr 22 Hundertstel Vorsprung vor dem Italiener Huber heraus. Der Olympiasieger, fünffache Europameister und Titelverteidiger Gustav Weder zog sich gleich im ersten Lauf eine Adduktorenzerrung im rechten Bein zu und konnte so schon beim Start nicht richtig sprinten. Hinzukommende Fahrfehler führten zu einem Rückstand  von 28 Hundertstel auf Langen. Vor dem zweiten Lauf erwog Weder zunächst einen Startverzicht, trat dann aber an. Mit der drittbesten Zeit sicherte er sich so eben noch Bronze vor dem Tschechen Dzmura, der nach einem guten zweiten Lauf das Edelmetall um ganze zwei Hundertstel verpasste. Im Kampf um den Europameistertitel reichte Langen die fünftbeste Zeit, um Huber mit sechs Hundertstel Vorsprung auf den Silberrang zu verweisen. Für Langen war es der erste Europameistertitel. EM-Debütant Peter Hinz aus Winterberg  erreichte einen respektablen sechsten Platz. Angesichts der Verletzung bei Gustav Weder verzichtete dieser auf einen Start bei Europameisterschaft im Viererbob.
| Rang | Bob                                              | 1. Lauf     | 2. Lauf     | Gesamtzeit  | Rückstand |
| ---- | ------------------------------------------------ | ----------- | ----------- | ----------- | --------- |
| 1    | Deutschland I Christoph Langen Peer Joechel      | 0:59,64 min | 1:00,81 min | 2:00,45 min |           |
| 2    | Italien I Günther Huber Stefano Ticci            | 0:59,86 min | 1:00,65 min | 2:00,51 min | +0.06     |
| 3    | Schweiz I Gustav Weder Donat Acklin              | 0:59,92 min | 1:00,77 min | 2:00,69 min | +0.24     |
| 4    | Tschechien I Jiří Džmura Pavel Polomský          | 0:59,99 min | 1:00,72 min | 2:00,71 min | +0.26     |
| 5    | Schweiz II Reto Götschi Guido Acklin             | 1:00,28 min | 1:00,77 min | 2:01,05 min | +0.60     |
| 6    | Deutschland II Peter Hinz Michael Liekmeier      | 1:00,24 min | 1:00,90 min | 2:01,14 min | +0,69     |
| 7    | Österreich II Gerhard Rainer Thomas Schroll      | 1:00,44 min | 1:00,84 min | 2:01,28 min | +0,83     |
| 8    | Vereinigtes Königreich II Sean Olsson Paul Field |             |             | 2:01,36 min | +0.91     |
| 9    | Vereinigtes Königreich I Mark Tout Lenny Paul    |             |             | 2:01,45 min | +1.00     |
| 10   | Österreich I Hubert Schösser Martin Kerbler      |             |             | 2:01,58 min | +1.13     |

## Viererbob
Wie schon bei der Entscheidung im Zweierbob spielte eine niedrige Startnummer auf der schnell abbauenden Bahn in La Plagne eine entscheidende Rolle. In Abwesenheit des verletzten Schweizer Titelverteidigers Gustav Weder und der deutschen Olympiafahrer Wolfgang Hoppe und Harald Czudaj war es zunächst der Brite Mark Tout, der nach dem ersten Lauf mit 4 Hundertsteln Vorsprung knapp vor dem Italiener Huber lag. Im zweiten Lauf drehte Huber den Spieß um und nahm Tout 23 Hundertstel ab, so dass er nach Silber im Zweierbob nun seinen ersten internationalen Titel feiern konnte. Die Silbermedaille für Mark Tout bedeutete die erste internationale Medaille seit 1968 für einen britischen Bob. Nach einer enormen Steigerung im zweiten Durchgang mit Laufbestzeit konnte der Winterberger Dirk Wiese eine kaum noch für mögliche gehaltene Bronzemedaille feiern. Er verwies dabei den Österreicher Hubert Schösser um genau eine Hundertstelsekunde auf den undankbaren vierten Platz.
| Rang | Bob                                                                         | 1. Lauf     | 2. Lauf     | Gesamtzeit  | Rückstand |
| ---- | --------------------------------------------------------------------------- | ----------- | ----------- | ----------- | --------- |
| 1    | Italien I Günther Huber Antonio Tartaglia Stefano Ticci Mirko Ruggiero      | 0:58,55 min | 0:59,37 min | 1:57,92 min |           |
| 2    | Vereinigtes Königreich I Mark Tout George Farrell Jason Wing Lenox Paul     | 0:58,51 min | 0:59,60 min | 1:58,11 min | +0,19     |
| 3    | Deutschland I Dirk Wiese Christoph Bartsch Michael Liekmeier Wolfgang Haupt | 0:59,02 min | 0:59,17 min | 1:58,19 min | +0.27     |
| 4    | Österreich I Hubert Schösser Gerhard Redl Gerhard Haidacher Thomas Schroll  |             |             | 1:58,20 min | +0.28     |
| 5    | Frankreich I Christoph Flacher Thierry Tribondeau Claude Dasse Max Robert   |             |             | 1:58,32 min | +0.40     |
| 6    | Schweiz III Reto Götschi Guido Acklin Robert Grau Beat Seitz                |             |             | 1:58,34 min | +0.42     |
| 7    | Deutschland III Christoph Langen Günther Eger Peer Joechel Jörg Huber       |             |             | 1:58,56 min | +0.64     |
| 8    | Tschechoslowakei I Jiří Džmura Pavel Puškár Pavel Polomský Jan Kobián       |             |             | 1:58,70 min | +0.78     |
| 9    | Vereinigtes Königreich II Sean Olsson Dean Ward John Herbert Paul Field     |             |             | 1:58,78 min | +0.86     |
| 10   | Schweiz I Christian Meili René Schmidheiny Gerold Löffler Christian Reich   |             |             | 1:58,84 min | +0.92     |
| 10   | Deutschland II Stephan Bosch Oliver Felsen Frank Schnabel Thomas Platzer    |             |             | 1:58,84 min | +0.92     |

## Medaillenspiegel
| Platz | Nation                 | Gold | Silber | Bronze |
| ----- | ---------------------- | ---- | ------ | ------ |
| 1     | Italien                | 1    | 1      | 0      |
| 2     | Deutschland            | 1    | 0      | 1      |
| 3     | Vereinigtes Königreich | 0    | 1      | 0      |
| 4     | Schweiz                | 0    | 0      | 1      |